# 兼六園ジュニアカップ
兼六園ジュニアカップ（けんろくえんジュニアカップ）は、金沢競馬場で施行されていた地方競馬の重賞競走である。正式名称は「中日スポーツ杯 兼六園ジュニアカップ」、中日スポーツを発行する中日新聞社が優勝杯を提供している。競走名は、日本三名園の一つで石川県金沢市にある大名庭園・兼六園から。

## 概要
1999年に金沢競馬場のダート1400mのサラブレッド系3歳（現2歳）牡馬・騸馬の北陸・東海・近畿地区交流の定量の重賞競走「ほくてつ杯 兼六園ジュニアカップ」として創設。創設当初から2012年まで中央競馬の朝日杯フューチュリティステークス（旧・朝日杯3歳ステークス）へのGIステップ競走として位置付けられ、1着馬のみ、朝日杯フューチュリティステークスのトライアル競走の北陸・東海・近畿地区（2003年からは中国地区を含む）のブロック代表馬として、朝日杯フューチュリティステークストライアル（デイリー杯2歳ステークス、京王杯2歳ステークス、東京スポーツ杯2歳ステークス）への出走権が与えられていた。さらにこのいずれかの競走で上位2着までに入賞すると朝日杯フューチュリティステークスへ出走可能であった。
2003年からは北陸・東海・近畿・中国地区交流競走として施行され、福山所属の競走馬が出走可能になり、2004年からは牝馬の出走が可能となる。2013年から北陸地区（金沢）限定に出走条件が変更されるとともに未来優駿シリーズに加えられた。
2005年からは優勝杯の提供が北陸鉄道から中日新聞社に変更され、名称を「ほくてつ杯 兼六園ジュニアカップ」から「中日スポーツ杯 兼六園ジュニアカップ」に変更された。
2014年から2022年までは1500mで施行されている。また、JRA認定競走でもあった。
ネクストスター金沢の新設に伴い、本競走は2022年をもって廃止された。
負担重量は1999年 - 2000年、2004年、2009年、2012年 - 2014年は定量、2001年 - 2003年、2005年 - 2008年は馬齢、2010年 - 2011年、2015年- 2022年は別定。

### 条件・賞金等（2022年）
出走条件
サラブレッド系2歳、金沢所属
負担重量
馬齢（55kg、牝馬1kg減）
賞金等
1着300万円、2着84万円、3着42万円、4着30万円、5着24万円、着外5万円。

## 歴史
- 1999年 - 金沢競馬場のダート1400mのサラブレッド系3歳（現2歳）牡馬・騸馬の北陸・東海・近畿地区交流の定量の重賞競走「ほくてつ杯 兼六園ジュニアカップ」として創設。
- 2000年 - 当時、笠松所属の安藤勝己が騎手として史上初の連覇。
- 2001年
  - 馬齢表示の国際基準への変更に伴い、出走条件が「サラブレッド系3歳牡馬・騸馬の北陸・東海・近畿所属馬」から「サラブレッド系2歳牡馬・騸馬の北陸・東海・近畿所属馬」に変更。
  - 負担重量を「定量」から「馬齢」に変更。
- 2003年 - この年から北陸・東海・近畿・中国地区交流競走として施行され、出走条件を「サラブレッド系2歳牡馬・騸馬の北陸・東海・近畿・中国所属馬」に変更。
- 2004年
  - 出走条件を「サラブレッド系2歳牡馬・騸馬の北陸・東海・近畿・中国所属馬」から「サラブレッド系2歳の北陸・東海・近畿・中国所属馬」に変更（牝馬の出走が可能となる）。
  - 負担重量を「馬齢」から「定量」に戻す。
- 2005年
  - 優勝杯の提供を北陸鉄道から中日新聞社に変更。それに伴い、名称を「ほくてつ杯 兼六園ジュニアカップ」から「中日スポーツ杯 兼六園ジュニアカップ」に変更。
  - 負担重量を「定量」から「馬齢重量」に再度変更。
- 2008年 - 3位入線の笠松のマジョリーフェアが進路妨害により6着に降着。
- 2009年 - 負担重量を「馬齢」から「定量」に再度戻す。
- 2010年 - 負担重量を「定量」から「別定」に変更。
- 2012年 - 負担重量を「別定」から「定量」に変更。
- 2013年
  - 出走条件が北陸地区限定に変更
  - 「未来優駿」シリーズに加えられる。
  - HITスタリオンシリーズに指定。
- 2014年 - 距離が1500mとなる。
- 2015年 - 負担重量が「定量」から「別定」に変更。
- 2019年 - HITスタリオンシリーズから外れる。
- 2021年
  - 2歳チャンピオンシリーズの対象競走に指定。
  - 地方全国交流に変更。
- 2022年
  - 金沢所属限定戦に戻る。
  - 本年の開催をもって廃止。

### 歴代優勝馬
| 回数   | 施行日         | 距離  | 優勝馬             | 性齢 | 所属   | タイム | 優勝騎手 | 管理調教師 | 馬主                   |
| ------ | -------------- | ----- | ------------------ | ---- | ------ | ------ | -------- | ---------- | ---------------------- |
| 第1回  | 1999年9月26日  | 1400m | レジェンドハンター | 牡3  | 笠松   | 1:28.1 | 安藤勝己 | 高田勝良   | 廣瀬普                 |
| 第2回  | 2000年9月24日  | 1400m | フジノテンビー     | 牡3  | 笠松   | 1:29.5 | 安藤勝己 | 中山義宣   | 大橋清助               |
| 第3回  | 2001年9月25日  | 1400m | ホクザンフィールド | 牡2  | 西脇   | 1:30.6 | 小牧太   | 橋本忠男   | 木本弘孝               |
| 第4回  | 2002年9月17日  | 1400m | オペラコロナリー   | 牡2  | 金沢   | 1:31.9 | 平瀬城久 | 鈴木正也   | （有）岡本牧産         |
| 第5回  | 2003年9月16日  | 1400m | セトノシェーバー   | 牡2  | 愛知   | 1:32.4 | 安部幸夫 | 角田輝也   | 難波澄子               |
| 第6回  | 2004年9月14日  | 1400m | サイキョウカチドキ | 牡2  | 笠松   | 1:32.0 | 川原正一 | 藤田正治   | 奥本重幸               |
| 第7回  | 2005年9月13日  | 1400m | メイホウホップ     | 牡2  | 金沢   | 1:31.5 | 向山牧   | 伊藤勝好   | 末武憲俉               |
| 第8回  | 2006年9月12日  | 1400m | ブラックムーン     | 牝2  | 金沢   | 1:32.3 | 鬼束亮   | 平床良博   | 中村好太郎             |
| 第9回  | 2007年9月10日  | 1400m | エムザックライアン | 牡2  | 金沢   | 1:33.4 | 吉原寛人 | 加藤和宏   | 寺西正彰               |
| 第10回 | 2008年9月9日   | 1400m | ニュースターガール | 牝2  | 笠松   | 1:33.8 | 阪上忠匡 | 森山英雄   | 荒木克己               |
| 第11回 | 2009年9月13日  | 1400m | ハヤテカムイオー   | 牡2  | 金沢   | 1:31.4 | 吉原寛人 | 宗綱泰彦   | 畑中政雄               |
| 第12回 | 2010年9月19日  | 1400m | エルウェーオージャ | 牡2  | 園田   | 1:30.6 | 吉村智洋 | 橋本忠男   | 雜古隆夫               |
| 第13回 | 2011年9月20日  | 1400m | アウヤンテプイ     | 牡2  | 笠松   | 1:30.6 | 尾島徹   | 柴田高志   | 若林千代惠             |
| 第14回 | 2012年9月18日  | 1400m | ホウライジェントル | 牡2  | 愛知   | 1:31.7 | 柿原翔   | 藤ヶ崎一人 | 橋元幸平               |
| 第15回 | 2013年10月22日 | 1400m | フューチャースター | 牡2  | 金沢   | 1:30.3 | 米倉知   | 岩切敏男   | 谷岡正次               |
| 第16回 | 2014年11月4日  | 1500m | アロマベール       | 牡2  | 金沢   | 1:36.0 | 平瀬城久 | 金田一昌   | （同）JPN技研          |
| 第17回 | 2015年11月1日  | 1500m | ブライトエンプレス | 牝2  | 金沢   | 1:37.6 | 平瀬城久 | 金田一昌   | 西森鶴                 |
| 第18回 | 2016年11月1日  | 1500m | ヴィーナスアロー   | 牝2  | 金沢   | 1:38.4 | 田知弘久 | 金田一昌   | 村山忠弘               |
| 第19回 | 2017年11月14日 | 1500m | フウジン           | 牡2  | 金沢   | 1:36.3 | 佐藤友則 | 中川雅之   | （有）新生ファーム     |
| 第20回 | 2018年11月20日 | 1500m | アイオブザタイガー | 牡2  | 金沢   | 1:38.6 | 畑中信司 | 中川雅之   | （有）新生ファーム     |
| 第21回 | 2019年10月15日 | 1500m | ハイタッチガール   | 牝2  | 金沢   | 1:37.1 | 青柳正義 | 中川雅之   | （有）新生ファーム     |
| 第22回 | 2020年10月11日 | 1500m | サブノタマヒメ     | 牝2  | 金沢   | 1:37.1 | 畑中信司 | 金田一昌   | 中川三郎               |
| 第23回 | 2021年10月5日  | 1500m | エンリル           | 牡2  | 北海道 | 1:34.1 | 吉村智洋 | 角川秀樹   | （株）オリオンファーム |
| 第24回 | 2022年10月30日 | 1500m | ノブノビスケッツ   | 牡2  | 金沢   | 1:36.6 | 青柳正義 | 加藤和宏   | 佐野信幸               |

※馬齢は2000年以前では旧表記を用いる。

#### 各回競走結果の出典
- 兼六園ジュニアカップ 歴代優勝馬 - 地方競馬全国協会
- JBISサーチ

1999年，2000年，2001年，2002年，2003年，2004年，2005年，2006年，2007年，2008年，2009年，2010年，2011年，2012年，2013年，2014年，2015年，2016年，2017年，2018年，2019年，2020年，2021年，2022年